# Manikongo

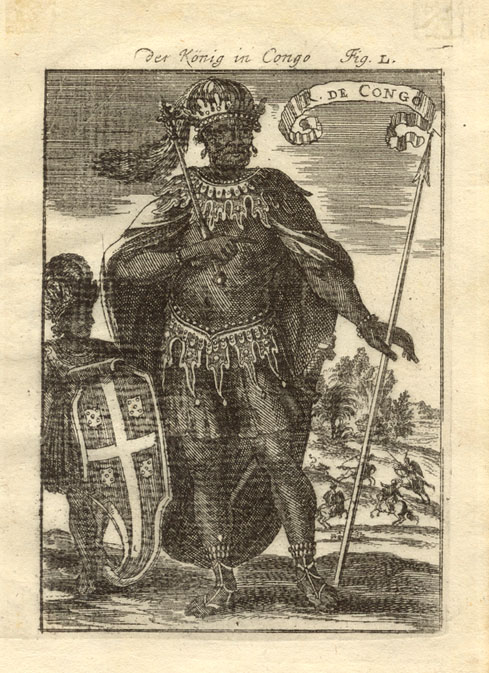
Le Manikongo.

Le manikongo (Mwene Kongo en kikongo) est un dirigeant politique (prince du peuple et de son bien-être) chez les peuples kongos. Il s'applique à un État dont le territoire s'étendait dans l'Ouest de ce qui est actuellement la république démocratique du Congo (communément appelée Congo-Kinshasa), la république du Congo (communément appelée Congo-Brazzaville) et l'Angola.

## Histoire
Le roi du Kongo, qui est aussi appelé ntinu (de « refuge » celui qui met le peuple en sécurité). À l'éclatement du royaume Kongo dia Ntété (ou Kongo dia Tuku), succèdent des royaumes, dont le royaume Vungu (ou Bungu) d'où est issu Lukeni, le réunificateur du royaume. C'est lui qui rétablira la capitale à Mbanza-Kongo. Le roi était élu par les bambuta (les aristocrates).
Le « ntinu wa Kongo » servait à désigner les gouverneurs des six provinces de l'empire (mani ou makoko  signifiant « gouverneur »). Les finances publiques étaient gérées depuis Banza Kongo (capitale financière), l'administration et l'ordre public étaient la responsabilité du Ntinu wa Kongo (makoko), tandis que les finances l'étaient par les responsables financiers et la législation par le Mani Vunda (celui qui gère les âmes ; en d'autres termes, les autorités spirituelles, dont le clan Nsaku était et demeure consacré par tradition). Le royaume fut progressivement soumis au christianisme par la force des armées[réf. nécessaire], par les assassinats des plus hauts responsables spirituels du royaume et par le contrôle des commerçants portuguais[réf. nécessaire]. La souveraineté des manikongos sur leurs territoires disparut peu à peu au XVIIe siècle sous l'influence de la traite négrière[réf. nécessaire], qui dépeupla et affaiblit le Royaume.

## Annexe